# Giancarlo Lana
Giancarlo Lana (Torino, 16 novembre 1962) è un ex arbitro di calcio italiano.

## Carriera
Appartenente alla sezione AIA di Torino; debuttò in Serie B nella stagione 1993-1994, il 29 agosto 1993 nella partita Pisa-Modena.
Esordì in Serie A nella stagione 1994-1995, il 2 aprile 1995 nella partita Fiorentina-Brescia.
L'ultima partita arbitrata in Serie A, risalente alla stagione 1996-1997, è stata Napoli-Vicenza del 1º giugno 1997.
Ha un consuntivo finale di 12 presenze in Serie A e 76 in Serie B.
Smise di arbitrare al termine della stagione 1997-1998, venendo escluso dal designatore arbitrale Fabio Baldas.